# Front Ampli per la Democràcia
El Front Ampli per la Democràcia (FAD) va ser un partit polític de Panamà associat ideològicament amb l'esquerra. Autodenominat com un partit conformat pels sectors populars panamenys (obrers, camperols, indígenes, entre altres), va ser reconegut com a partit polític pel Tribunal Electoral de Panamà el 12 de setembre de 2013. El seu únic president va ser el doctor Fernando Cebamanos i el seu secretari general va ser el dirigent sindicalista Genaro López.
Aquest partit va ser concebut el 12 de febrer de 2011 a partir del moviment social Frenadeso, i el 12 de juliol de 2011 el Tribunal Electoral va reconèixer al FAD com un partit en formació. Els orígens propis del FAD van estar íntimament relacionats amb el moviment obrer del Sindicat Únic Nacional de Treballadors de la Indústria de la Construcció i Similars (Suntracs) fundat el 10 de setembre de 1972.
El FAD tenia una filiació (set. 2013) de 63.453 inscrits. El partit va postular al dirigent sindical Genaro López com a candidat presidencial propi per a les eleccions generals de 2014 i no van planejar fer aliança amb cap altre partit polític, assegurant que ells no representaven als sectors populars que conformaven el seu organisme.
No obstant això, el partit va tenir un resultat desastrós en obtenir només el 0,6% dels vots totals per a president (quedant en quart lloc) sent superat pels altres tres candidats partidistes. Tampoc van obtenir diputats ni alcaldes, i a pesar que van guanyar dos representants de corregimiento, no va evitar la desaparició del partit que havia d'aconseguir almenys el 4% dels vots nacionals per sobreviure.